# آرما (مجموعه بازی ویدئویی)
آرما (ARMA) مجموعه‌ای از بازی‌های ویدیوئی تیراندازی نظامی تاکتیکی اول شخص است که توسط استودیوی بوهیمیا اینتراکتیو در جمهوری چک، توسعه یافته و در ابتدا برای مایکروسافت ویندوز منتشر شده‌است. این بازی دارای عناصر بزرگی از واقع‌گرایی و شبیه‌سازی است. این مجموعه، ترکیبی از درگیری‌های نظامی در مقیاس بزرگ و گسترده و همچنین، نبردهای نزدیک و محدود است. این مجموعه بازی، پس از از دست دادن مالکیت فکری بازی عملیات فلش پوینت: بحران‌های جنگ سرد، توسط بوهمیا اینتراکتیو، به‌عنوان جانشینی معنوی برای مجموعه بازی‌های فلش‌پوینت، منتشر شد. نخستین بازی این مجموعه در سال ۲۰۰۶ و آخرین بازی در سال ۲۰۱۳ منتشر شد. این مجموعه بازی‌ها برای سیستم‌های عامل مختلف از جمله مایکروسافت ویندوز، لینوکس، اندروید و آی‌اواس منتشر شده‌اند.

## تاریخچه
| ۲۰۰۶ | ARMA: Armed Assault                     |
| ۲۰۰۷ | ARMA: Queen's Gambit                    |
| ۲۰۰۸ |                                         |
| ۲۰۰۹ | ARMA 2                                  |
| ۲۰۱۰ |                                         |
| ۲۰۱۱ |                                         |
| ۲۰۱۲ | ARMA 2: Army of the Czech Republic      |
| ۲۰۱۳ |                                         |
| ۲۰۱۴ |                                         |
| ۲۰۱۵ | ARMA 3: Marksmen                        |
| ۲۰۱۶ |                                         |
| ۲۰۱۷ |                                         |
| ۲۰۱۸ | ARMA 3: Tanks                           |
| ۲۰۱۹ |                                         |
| ۲۰۲۰ |                                         |
| ۲۰۲۱ | ARMA 3: Creator DLC: SOG - Prairie Fire |

آرما: حملهٔ مسلحانه (ARMA: Armed Assault) و در ایالات متحده، معروف به (ARMA: Combat Operations)، نخستین بازی آرما است که توسط بوهیمیا اینتراکتیو در نوامبر ۲۰۰۶ (جمهوری چک/آلمان)، فوریهٔ ۲۰۰۷ (اروپا) و مه ۲۰۰۷ (ایالات متحده) برای مایکروسافت ویندوز منتشر شد.

#### ARMA: Queens Gambit
این نسخه، یک محتوای قابل دانلود برای آرما: حملهٔ مسلحانه است که در سپتامبر ۲۰۰۷ (در اروپا) با استفاده از واقعیت مجازی منتشر شد.

### آرما ۲
آرما ۲ (ARMA 2) دومین بازی کامل این مجموعه است که برای مایکروسافت ویندوز منتشر شد و در ژوئن ۲۰۰۹ با استفاده از موتور بازی Real Virtuality منتشر شد. مد DayZ بر روی این عنوان منتشر شد که به‌عنوان یک بازی مستقل دیگر، نیاز به نصب Operation Arrowhead برای اجرا دارد.

### آرما ۲: عملیات اروهد
آرما ۲: عملیات اروهد (ARMA 2: Operation Arrowhead)، یک بازی مستقل برای مایکروسافت ویندوز است که در ژوئن ۲۰۱۰ با موتور بازی Real Virtuality 3 منتشر شد.

#### آرما ۲: نیروهای تقویت‌کننده
آرما ۲: نیروهای تقویت‌کننده (ARMA 2: Reinforcements) یک توسعهٔ مستقل از آرما ۲ ابتدایی است. این نسخه شامل محتوای قابل دانلود ARMA 2: British Armed Forces و ARMA 2: Private Military Company است که می‌تواند برای هر عنوان مستقل آرما ۲، خریداری شود.

### آرما: حملهٔ جنگ سرد
آرما: حملهٔ جنگ سرد (ARMA: Cold War Assault) از ژوئن ۲۰۱۱، از طریق تعدادی از کانال‌های توزیع دیجیتال برای خرید در دسترس است. این نسخه شامل توسعهٔ Red Hammer که توسط Codemasters ساخته شده، نمی‌شود. این بازی از موتور مشابه Real Virtuality به عنوان شبیه‌ساز نظامی VBS1 استفاده می‌کند.

### آرما: محدودهٔ شلیک
آرما: محدودهٔ شلیک (ARMA 2: Firing Range) یک نسخهٔ مستقل برای اندروید و آی‌اواس است و در ژوئیهٔ ۲۰۱۱ منتشر شد.

### تاکتیک‌های آرما
تاکتیک‌های آرما، (ARMA Tactics) یک بازی مستقل برای انویدیا شیلد و سایر دستگاه‌های اندرویدی با انویدیا Tegra3 و Tegra4 است. این بازی در مه ۲۰۱۳ با استفاده از موتور بازی‌سازی یونیتی منتشر شد.

### آرما ۳
آرما ۳ (ARMA 3) یک بازی مستقل برای مایکروسافت ویندوز است که در ۱۲ سپتامبر ۲۰۱۳ با استفاده از موتور بازی Real Virtuality 4 منتشر شد. برای نخستین بار در تاریخ ۵ مارس با استفاده از برنامهٔ دسترسی اولیهٔ استیم برای عموم ارائه شد. این نسخه همچنین در اواخر سال ۲۰۱۵ - اوایل سال ۲۰۱۶ برای لینوکس و مک در نسخهٔ پیشین، منتشر شد.

### آرما عملیات متحرک
آرما عملیات متحرک (ArmA Mobile OPS)، عنوانی مستقل برای اندروید و iOS است که در ژوئن ۲۰۱۶ منتشر شد.